# Ștefan Tudor
Ștefan Tudor, född den 3 mars 1943 i Poienarii Burchii i Rumänien, död i 15 februari 2021, var en rumänsk roddare.
Han tog OS-brons i tvåa med styrman i samband med de olympiska roddtävlingarna 1972 i München.